# Perućac
Perućac (srbsky Перућац) je vesnice v západní části Srbska, administrativně spadající pod opštinu Bajina Bašta. Vesnice se nachází na břehu řeky Driny, v jejím hlubokém údolí, naproti státní hranici s Bosnou a Hercegovinou. Vyplňuje celý prostor podél hlavní silnice (č. 172) podél řeky. Nemá kompaktní jádro ale jedná se o tzv. sídlo rozbitého typu dle Jovana Cvijiće. V roce 2022 zde žilo 418 obyvatel.
Z národnostního hlediska je obyvatelstvo v drtivé většině srbské národnosti (cca 98 %).
V obci se nachází nekropole stećků s názvem Mramorje a také pramen řeky Vrelo, který má podobu vyvěračky z krasového podloží. Západně od města stojí Vodní elektrárna Bajina Bašta.